# Brett Butler (Schauspielerin)

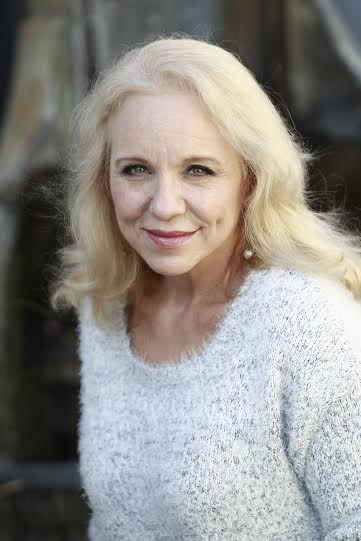
Brett Butler (2015)

Brett Ashley Butler (* 30. Januar 1958 in Montgomery, Alabama als Brett Ashley Anderson) ist eine US-amerikanische Stand-up-Komikerin und Schauspielerin.

## Leben
Brett Butler arbeitete nach einer gescheiterten Ehe in Houston als Kellnerin. Daneben versuchte sie sich als Stand-up-Komikerin. Als sie nach New York zog, folgten erste Fernsehauftritte. Größere Bekanntheit erlangte sie dann ab 1993 in der Hauptrolle der Fernsehserie Grace. Ihr Verhalten, das teilweise durch Drogenkonsum verursacht wurde, führte zu Problemen bei der Produktion und letztendlich zur Absetzung der Serie im Jahr 1998. Seither tritt sie in kleineren Rollen auf; unter anderem in der dritten Staffel von How to Get Away with Murder. Ihr schauspielerisches Schaffen umfasst rund zwei Dutzend Produktionen.
Von 1978 bis 1981 war sie mit dem Stahlarbeiter Charles Michael Wilson und von 1987 bis 1999 mit dem Musiker Ken Ziegler verheiratet.

## Filmographie (Auswahl)
- 1993–1998: Grace (Fernsehserie, 122 Episoden)
- 2000: Militia
- 2012–2014: Anger Management (Fernsehserie, 38 Episoden)
- 2016: How to Get Away with Murder (Fernsehserie, drei Episoden)
- 2018: Friday’s Child
- 2018: The Walking Dead (Fernsehserie, 6 Episoden)

## Werke
- Knee Deep in Paradise. Hyperion, New York 1996, ISBN 0-7868-6136-3 (Autobiographie)[3][4]